# Gelastogonia bicristata
Gelastogonia bicristata är en insektsart som beskrevs av Carl Stål. Gelastogonia bicristata ingår i släktet Gelastogonia och familjen hornstritar. Inga underarter finns listade i Catalogue of Life.